# اسکات جانسون
اسکات جانسون (انگلیسی: Scott Johnson؛ زادهٔ ۱۲ ژوئیهٔ ۱۹۶۱) ژیمناست هنری اهل ایالات متحده آمریکا بود.